# ロー川

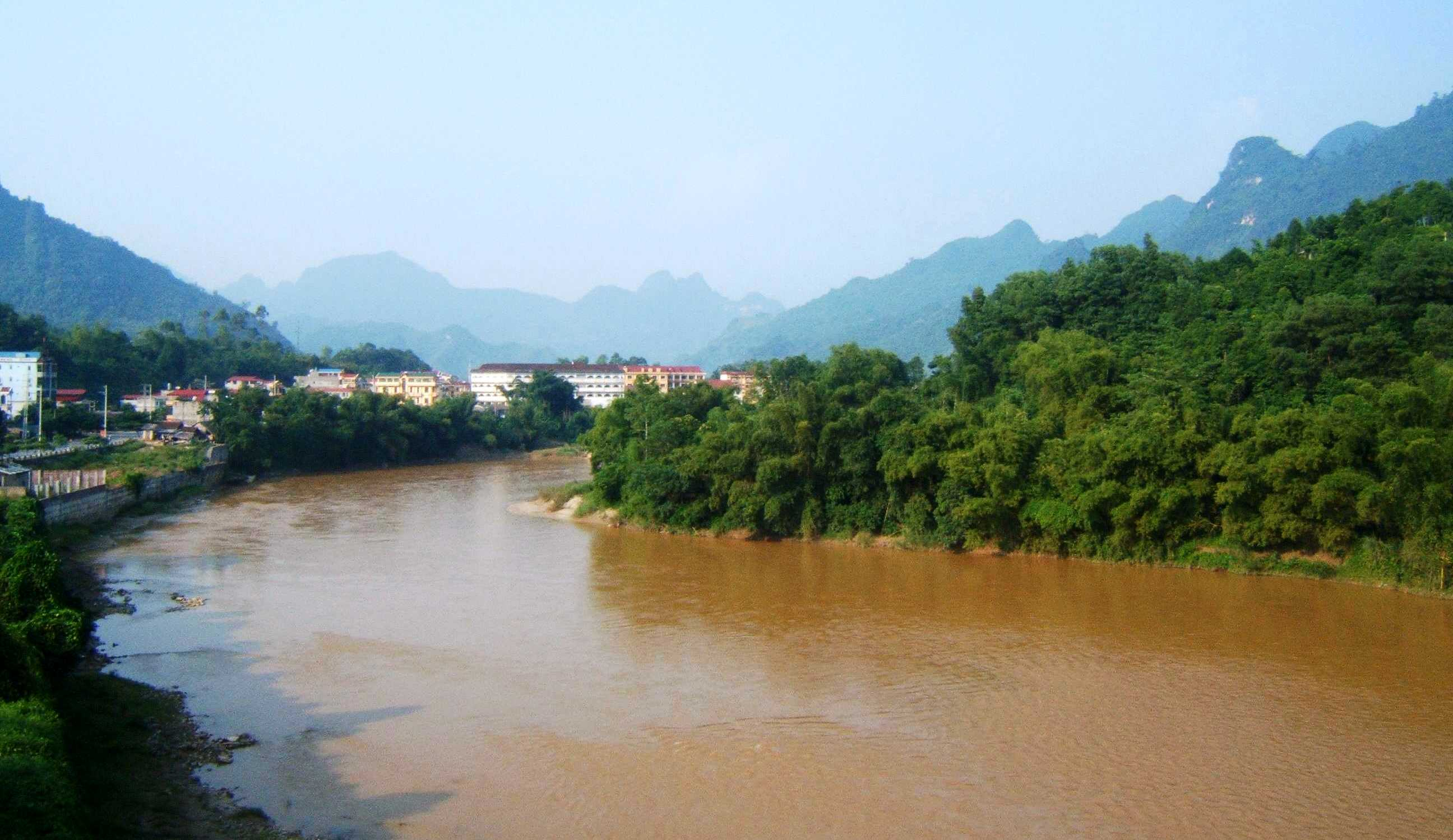
ベトナム・ハザン市街の南にあるロー川。（2005年）

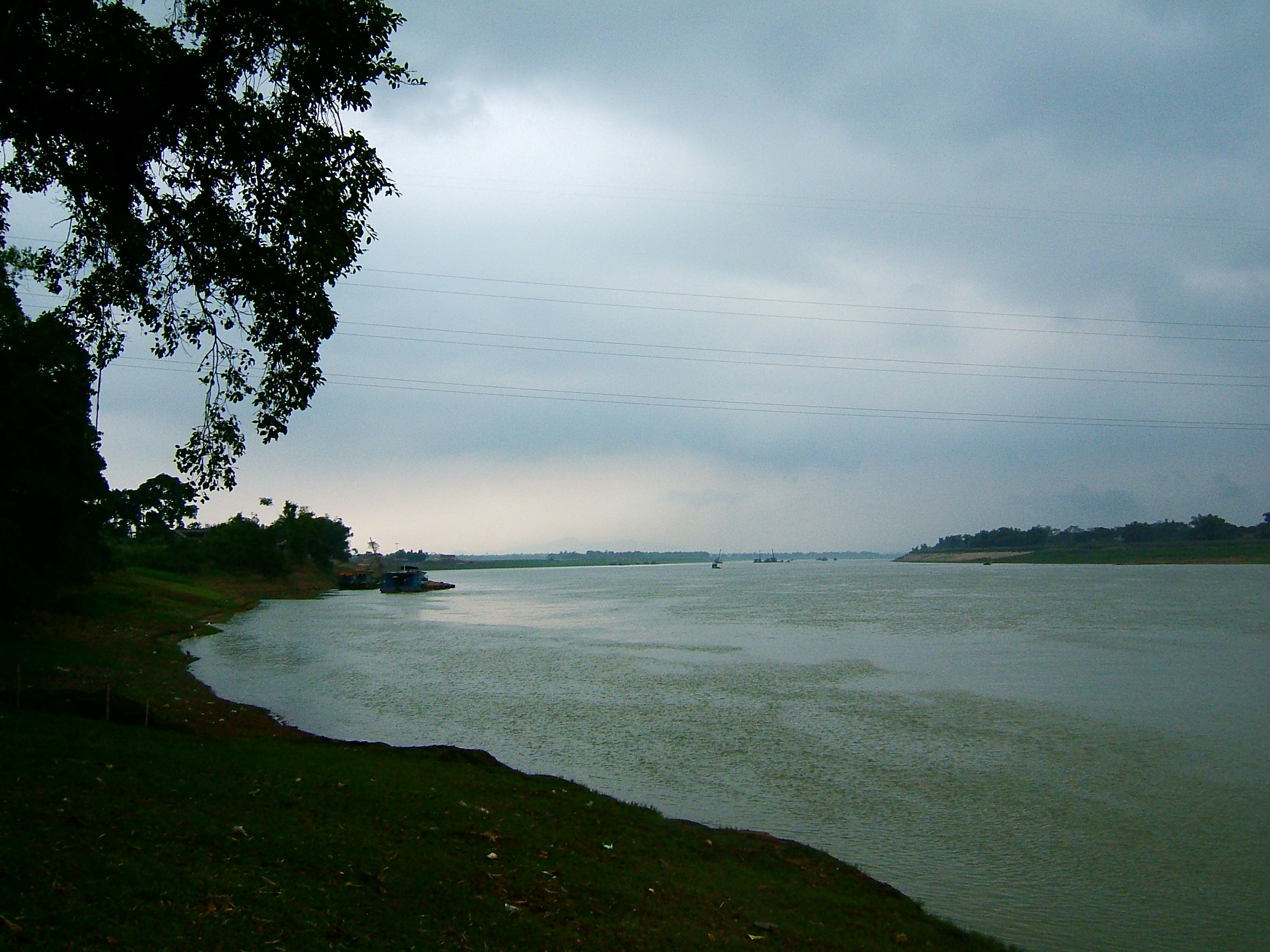
フート省のロー川。

ロー川（ローがわ、ベトナム語：Sông Lô / 瀧瀘、原義は「澄み切った川」、別名：清江）は、ベトナムの北部を流れる河川で、ホン川左岸最大の支流。ベトナムの主要河川の一つである。ロ川とも表記。
水源および上流は中華人民共和国雲南省で、盤龍江と呼ばれる。ベトナム国内に入り、ハザン省、トゥエンクアン省及びフート省を流れる。フート省ドアンフン県で支流のチャイ川と合流した後、ヴィエットチーでホン川に注ぐ。河川延長は470km、流域面積は39,000km2。